# Woodhouse (Leicestershire)
Pour les articles homonymes, voir Woodhouse.
Woodhouse est une paroisse civile et un village du Leicestershire, en Angleterre.